# Amblainville
Amblainville és un municipi francès, situat al departament de l'Oise i a la regió dels Alts de França. L'any 2007 tenia 1.718 habitants.

## Demografia

### Població
El 2007 la població de fet d'Amblainville era de 1.718 persones. Hi havia 630 famílies de les quals 100 eren unipersonals (44 homes vivint sols i 56 dones vivint soles), 251 parelles sense fills, 263 parelles amb fills i 16 famílies monoparentals amb fills.
La població ha evolucionat segons el següent gràfic:
Habitants censats

### Habitatges
El 2007 hi havia 689 habitatges, 631 eren l'habitatge principal de la família, 20 eren segones residències i 38 estaven desocupats. 647 eren cases i 42 eren apartaments. Dels 631 habitatges principals, 533 estaven ocupats pels seus propietaris, 78 estaven llogats i ocupats pels llogaters i 20 estaven cedits a títol gratuït; 4 tenien una cambra, 21 en tenien dues, 81 en tenien tres, 170 en tenien quatre i 355 en tenien cinc o més. 488 habitatges disposaven pel capbaix d'una plaça de pàrquing. A 240 habitatges hi havia un automòbil i a 348 n'hi havia dos o més.

### Piràmide de població
La piràmide de població per edats i sexe el 2009 era:
| Homes | Edats   | Dones |
| ----- | ------- | ----- |
| 0     | 95 o +  | 4     |
| 4     | 90 a 94 | 1     |
| 1     | 85 a 89 | 0     |
| 8     | 80 a 84 | 12    |
| 16    | 75 a 79 | 18    |
| 32    | 70 a 74 | 25    |
| 30    | 65 a 69 | 41    |
| 44    | 60 a 64 | 24    |
| 19    | 55 a 59 | 37    |
| 65    | 50 a 54 | 42    |
| 70    | 45 a 49 | 61    |
| 73    | 40 a 44 | 67    |
| 58    | 35 a 39 | 92    |
| 77    | 30 a 34 | 81    |
| 53    | 25 a 29 | 28    |
| 55    | 20 a 24 | 29    |
| 86    | 15 a 19 | 66    |
| 73    | 10 a 14 | 66    |
| 57    | 5 a 9   | 50    |
| 52    | 0 a 4   | 39    |

## Economia
El 2007 la població en edat de treballar era de 1.125 persones, 839 eren actives i 286 eren inactives. De les 839 persones actives 795 estaven ocupades (428 homes i 367 dones) i 44 estaven aturades (17 homes i 27 dones). De les 286 persones inactives 125 estaven jubilades, 93 estaven estudiant i 68 estaven classificades com a «altres inactius».

### Ingressos
El 2009 a Amblainville hi havia 659 unitats fiscals que integraven 1.766,5 persones, la mediana anual d'ingressos fiscals per persona era de 21.676 €.

### Activitats econòmiques
Dels 70 establiments que hi havia el 2007, 2 eren d'empreses alimentàries, 1 d'una empresa de fabricació de material elèctric, 6 d'empreses de fabricació d'altres productes industrials, 13 d'empreses de construcció, 17 d'empreses de comerç i reparació d'automòbils, 5 d'empreses de transport, 4 d'empreses d'hostatgeria i restauració, 1 d'una empresa d'informació i comunicació, 1 d'una empresa financera, 2 d'empreses immobiliàries, 5 d'empreses de serveis, 8 d'entitats de l'administració pública i 5 d'empreses classificades com a «altres activitats de serveis».
Dels 22 establiments de servei als particulars que hi havia el 2009, 1 era una oficina de correu, 4 tallers de reparació d'automòbils i de material agrícola, 4 paletes, 1 guixaire pintor, 1 fusteria, 2 lampisteries, 1 electricista, 4 empreses de construcció, 2 perruqueries i 2 restaurants.
Dels 4 establiments comercials que hi havia el 2009, 1 era una botiga de menys de 120 m², 1 una fleca, 1 una llibreria i 1 una botiga de material de revestiment de parets i terra.
L'any 2000 a Amblainville hi havia 8 explotacions agrícoles.

## Equipaments sanitaris i escolars
L'únic equipament sanitari que hi havia el 2009 era una farmàcia.
El 2009 hi havia 1 escola maternal i 1 escola elemental.

## Poblacions més properes
El següent diagrama mostra les poblacions més properes.